# 31-й отдельный сапёрный батальон
31-й отдельный сапёрный батальон — воинское подразделение Вооружённых Сил СССР во время Великой Отечественной войны. Во время ВОВ существовало три сапёрных подразделения с тем же номером.

## 31-й отдельный сапёрный батальон 14-й армии
Сформирован, очевидно, вместе с управлением 14-й армии в октябре 1939 года
В составе действующей армии с 22 июня 1941 по 1 марта 1942 года.
Являлся армейским сапёрным батальоном 14-й армии, в составе которой и прошёл боевой путь.
1 марта 1942 года переформирован в 31-й отдельный инженерный батальон

### Подчинение
| Дата            | Фронт (округ)               | Армия      | Корпус | Примечания                    |
| --------------- | --------------------------- | ---------- | ------ | ----------------------------- |
| 22.06.1941 года | Ленинградский военный округ | 14-я армия | -      | с 24.06.1941 — Северный фронт |
| 01.07.1941 года | Северный фронт              | 14-я армия | -      | -                             |
| 10.07.1941 года | Северный фронт              | 14-я армия | -      | -                             |
| 01.08.1941 года | Северный фронт              | 14-я армия | -      | -                             |
| 01.09.1941 года | Карельский фронт            | 14-я армия | -      | -                             |
| 01.10.1941 года | Карельский фронт            | 14-я армия | -      | -                             |
| 01.11.1941 года | Карельский фронт            | 14-я армия | -      | -                             |
| 01.12.1941 года | Карельский фронт            | 14-я армия | -      | -                             |
| 01.01.1942 года | Карельский фронт            | 14-я армия | -      | -                             |
| 01.02.1942 года | Карельский фронт            | 14-я армия | -      | -                             |

## 31-й отдельный сапёрный батальон 3-й армии
Данных о формировании не имеется.
В действующей армии со 2 января по 17 сентября 1942 года.
Являлся армейским сапёрным батальоном 3-й армии, до момента переформирования повторил её боевой путь.
17 сентября 1942 года переформирован в 311-й отдельный инженерный батальон.

### Подчинение
| Дата            | Фронт (округ)  | Армия     | Корпус | Примечания |
| --------------- | -------------- | --------- | ------ | ---------- |
| 01.02.1942 года | -              | -         | -      | данных нет |
| 01.03.1942 года | Брянский фронт | 3-я армия | -      | -          |
| 01.04.1942 года | Брянский фронт | 3-я армия | -      | -          |
| 01.05.1942 года | Брянский фронт | 3-я армия | -      | -          |
| 01.06.1942 года | Брянский фронт | 3-я армия | -      | -          |
| 01.07.1942 года | Брянский фронт | 3-я армия | -      | -          |
| 01.08.1942 года | Брянский фронт | 3-я армия | -      | -          |
| 01.09.1942 года | Брянский фронт | 3-я армия | -      | -          |

## 31-й отдельный сапёрный батальон 4-го механизированного корпуса, 3-го гвардейского механизированного корпуса
Очевидно, сформирован вместе с управлением корпуса с 18 сентября по 20 октября 1942 года в районах Нижнего Поволжья.
В действующей армии с 24 октября 1942 по 31 января 1943 года.
Являлся моторизованным сапёрным батальоном 4-го механизированного корпуса (2-го формирования), до момента преобразования повторил его боевой путь.
31 января 1943 года преобразован в 62-й гвардейский отдельный моторизованный сапёрный батальон.

### Подчинение
| Дата            | Фронт (округ)        | Армия      | Корпус                                  | Примечания |
| --------------- | -------------------- | ---------- | --------------------------------------- | ---------- |
| 01.11.1942 года | Сталинградский фронт | -          | 4-й механизированный корпус             | -          |
| 01.12.1942 года | Сталинградский фронт | 57-я армия | 4-й механизированный корпус             | -          |
| 01.01.1943 года | Южный фронт          | 51-я армия | 3-й гвардейский механизированный корпус | -          |

### Командиры
- капитан Г. Г. Гоциридзе

## Другие инженерно-сапёрные формирования с тем же номером
- 31-й отдельный инженерный батальон 14-й армии
- 31-й отдельный инженерный 32-й армии 51-й инженерно-сапёрной бригады
- 31-й отдельный запасной сапёрный батальон 3-го Украинского фронта
- 31-й отдельный запасной сапёрный батальон 38-й запасной стрелковой бригады
- 31-й отдельный инженерно-сапёрный батальон
- 31-й отдельный штурмовой инженерно-сапёрный батальон